# Malétable
Malétable est une ancienne commune française, située dans le département de l'Orne en région Normandie, devenue le 1er janvier 2016 une commune déléguée au sein de la commune nouvelle de Longny les Villages.
Elle est peuplée de 100 habitants.

## Géographie
La commune se situe dans le Perche.
| Tourouvre           | L'Hôme-Chamondot | Moulicent |
| Tourouvre, Autheuil | Malétable        | Moulicent |
| Autheuil            | Longny-au-Perche | Moulicent |

## Toponymie
Le nom de la localité est attesté sous la forme Malum Stabulum vers 1272. 
De l'adjectif oïl male (mauvaise) et estable (écurie, étable, auberge), « mauvais gîte », formation péjorative du latin stabulum, « étable », avec sans doute le sens de gîte[réf. nécessaire].
Le gentilé est Malétablais.

## Politique et administration
| Période                                  | Période              | Identité                       | Étiquette | Qualité     |
| ---------------------------------------- | -------------------- | ------------------------------ | --------- | ----------- |
| an III                                   | an III               | Jean Louis Thomas Lair         |           |             |
| an IX                                    | 1808                 | François Aubin                 |           |             |
| 1808                                     | 1812                 | Jacques François Tabouret      |           |             |
| 1813                                     | 1821                 | Pierre Marin Suazé             |           |             |
| 1821                                     | 1828                 | Jean Marge                     |           |             |
| 1828                                     | 1833                 | Jean Alexandre Pelletier       |           |             |
| 1834                                     | 1840                 | Jacques Philippe Louis Leveque |           | Prètre      |
| 1840                                     | 1843                 | Louis André Pelletier          |           |             |
| 1843                                     | 1846                 | Nicolas Joseph Hervieu         |           |             |
| 1847                                     | 1848                 | Louis Antoine Bailly           |           |             |
| 1848                                     | janvier 1851 (décès) | Nicolas Joseph Hervieu         |           |             |
| 1851                                     | 1855                 | Benoni Victor Hervieu          |           |             |
| 1856                                     | juillet 1890 (décès) | Louis André Pelletier          |           |             |
| 1890                                     | 1896                 | Joseph Antonin Belleville      |           |             |
| 1896                                     | 1902                 | Constant Lortie                |           | Cultivateur |
|                                          |                      |                                |           |             |
| 1926                                     | 1973                 | Joseph Eugène Eon              |           |             |
| 1974                                     | mars 2008            | Robert de Belleville           | SE        | Agriculteur |
| mars 2008                                | avril 2014           | Philippe Lorgerie              | SE        | Artisan     |
| avril 2014                               | décembre 2015        | Élyane Encelin                 | SE        | Retraitée   |
| Les données manquantes sont à compléter. |                      |                                |           |             |

Le conseil municipal était composé de onze membres dont le maire et deux adjoints. Ces conseillers intègrent au complet le conseil municipal de Longny les Villages le 1er janvier 2016 jusqu'en 2020 et Élyane Encelin devient maire délégué.

## Démographie
En 2021, la commune comptait 100 habitants. Depuis 2004, les enquêtes de recensement dans les communes de moins de 10 000 habitants ont lieu tous les cinq ans (en 2006, 2011, 2016, etc. pour Malétable) et les chiffres de population municipale légale des autres années sont des estimations.
Malétable a compté jusqu'à 386 habitants en 1846.
| 1793 | 1800 | 1806 | 1821 | 1836 | 1841 | 1846 | 1851 | 1856 |
| ---- | ---- | ---- | ---- | ---- | ---- | ---- | ---- | ---- |
| 263  | 240  | 315  | 344  | 325  | 324  | 386  | 347  | 269  |

| 1861 | 1866 | 1872 | 1876 | 1881 | 1886 | 1891 | 1896 | 1901 |
| ---- | ---- | ---- | ---- | ---- | ---- | ---- | ---- | ---- |
| 260  | 238  | 240  | 233  | 207  | 189  | 203  | 180  | 167  |

| 1906 | 1911 | 1921 | 1926 | 1931 | 1936 | 1946 | 1954 | 1962 |
| ---- | ---- | ---- | ---- | ---- | ---- | ---- | ---- | ---- |
| 173  | 158  | 142  | 151  | 155  | 138  | 152  | 147  | 142  |

| 1968 | 1975 | 1982 | 1990 | 1999 | 2006 | 2011 | 2016 | 2020 |
| ---- | ---- | ---- | ---- | ---- | ---- | ---- | ---- | ---- |
| 121  | 123  | 114  | 107  | 118  | 105  | 102  | 109  | 102  |

## Lieux et monuments
- Église Notre-Dame-de-la-Salette (1865) dont la tour est inscrite aux Monuments historiques[11].
- Château de Malétable.
- Chapelle Saint-Laurent, ancienne église paroissiale, près du château[12].
- Moulin des Sablons (1839)[13].
- Moulin de Sevoux.